# Communauté de communes de l'Île-de-Noirmoutier
La communauté de communes de l’Île-de-Noirmoutier (CCIN), généralement appelée « Île-de-Noirmoutier », est une intercommunalité à fiscalité propre française située dans le département de la Vendée et la région des Pays de la Loire.

## Territoire communautaire

### Géographie
Située au nord-ouest  du département de la Vendée, la communauté de communes de l'île de Noirmoutier regroupe 4 communes et s'étend sur 48,8 km2.

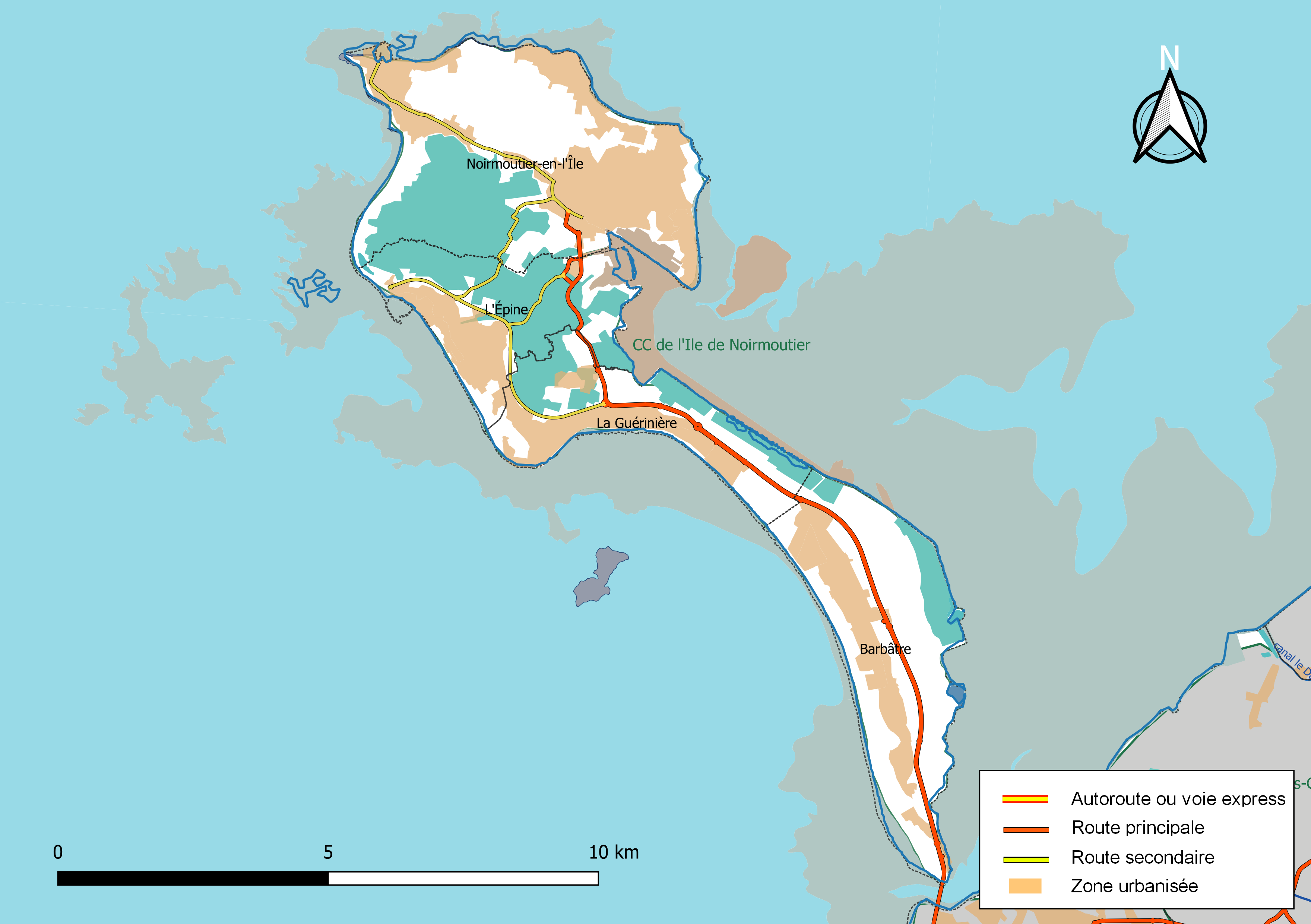
Carte de la communauté de communes de l'île de Noirmoutier au 1er janvier 2019.

### Composition
La communauté de communes est composée des 4 communes suivantes :

| Nom                          | Code Insee | Gentilé      | Superficie (km2) | Population (dernière pop. légale) | Densité (hab./km2) |
| ---------------------------- | ---------- | ------------ | ---------------- | --------------------------------- | ------------------ |
| Noirmoutier-en-l’Île (siège) | 85163      | Noirmoutrins | 19,59            | 4 502 (2022)                      | 230                |
| Barbâtre                     | 85011      | Barbâtrins   | 12,47            | 1 790 (2022)                      | 144                |
| L’Épine                      | 85083      |              | 8,95             | 1 643 (2022)                      | 184                |
| La Guérinière                | 85106      | Guernerins   | 7,82             | 1 335 (2022)                      | 171                |

## Administration

### Siège
La maison intercommunale se trouve rue de la Prée-au-Duc à Noirmoutier-en-l'Île.

### Conseil communautaire
Avant les élections municipales des 23 et 30 mars 2014, un arrêté préfectoral daté du 25 octobre 2013 entérine le nombre de délégués par commune au sein du conseil communautaire à compter du prochain renouvellement général.
Le 23 novembre 2018, un nouvel arrêté modifie la répartition des délégués alors que la commune de L’Épine doit partiellement renouveler son conseil municipal. L’effet de l’acte est immédiat.
| Commune              | Nombre de délégués communautaires | Nombre de délégués communautaires |
| Commune              | Au 10 avril 2014                  | Au 23 novembre 2018               |
| -------------------- | --------------------------------- | --------------------------------- |
| Barbâtre             | 5                                 | 5                                 |
| L’Épine              | 5                                 | 5                                 |
| La Guérinière        | 5                                 | 4                                 |
| Noirmoutier-en-l’Île | 10                                | 10                                |
|                      | 25 délégués                       | 24 délégués                       |

### Présidence
| Période          | Période          | Identité           | Étiquette | Qualité |
| ---------------- | ---------------- | ------------------ | --------- | --- |
| Hiver 2002       | 17 avril 2008    | Luc Bonnifait      |           | Conseiller municipal de Noirmoutier-en-l'Île                                                                                |
| 17 avril 2008    | 4 juin 2020      | Noël Faucher       | UMP LR    | Maire de Noirmoutier-en-l'Île (2008-2020) Conseiller départemental, élu dans le canton de Saint-Jean-de-Monts (depuis 2015) |
| 4 juin 2020      | 10 novembre 2022 | Dominique Chantoin | DVD       | Maire de L'Épine (depuis 2014)                                                                                              |
| 10 novembre 2022 | En cours         | Fabien Gaborit     |           | Adjoint au maire de Noirmoutier-en-l'Île (depuis 2020)                                                                      |

## Identité visuelle

Logotype (avant 2010).
Logotype (depuis janvier 2010).